# Christopher Alvengrip
Christopher Alvengrip, född Nilsson 12 mars 1990 i Karlshamn, är en svensk före detta fotbollsspelare (mittfältare). 

## Karriär
Nilsson började sin karriär i Högadals IS i Karlshamn, Blekinge. Han gick sen till Helsingborgs IF och var under 2008 en del av deras allsvenska trupp, men han fick aldrig någon speltid i Allsvenskan. Han blev under 2009 utlånad till Mjällby AIF som då spelade i Superettan. Där fick han spela några matcher. Inför säsongen 2010 köpte Mjällby loss honom, men han fick trots det inte mycket speltid i klubben under säsongen i Allsvenskan och lånades senare ut till Kristianstads FF i division 1. Inför säsongen 2011 lånas Nilsson ut till Västerås SK i Superettan.
Han slutade med fotboll hösten 2011. Han driver företaget Alvengrip Fitness och Hälsa och arbetar som personlig tränare på Filborna Arena i Helsingborg.